# Croácia nos Jogos Olímpicos
A Croácia competiu pela primeira vez nos Jogos Olímpicos como nação independente em 1992. Desde então,participa de todas as edições. O Comitê Olímpico Croata foi criado em 1991 e reconhecido em 1993.
Atletas croatas conquistaram dezessete medalhas nos Jogos Olímpicos de Verão e sete nos Jogos Olímpicos de Inverno.

## Medalhas conquistadas

### Jogos de Verão
| Edição         |   |   |   |    |
| -------------- | - | - | - | -- |
| Barcelona 1992 | 0 | 1 | 2 | 3  |
| Atlanta 1996   | 1 | 1 | 0 | 2  |
| Sydney 2000    | 1 | 0 | 1 | 2  |
| Atenas 2004    | 1 | 2 | 2 | 5  |
| Pequim 2008    | 0 | 2 | 3 | 5  |
|                | 3 | 6 | 8 | 17 |

| Edição         | Atleta | Prova                                 | Classificação |
| -------------- | --- | ------------------------------------- | ------------- |
| Barcelona 1992 | Dražen Petrović, Velimir Perasović, Danko Cvjetičanin, Toni Kukoč, Vladan Alanović, Franjo Arapović, Žan Tabak, Stojko Vranković, Alan Gregov, Arijan Komazec, Dino Rađa e Aramis Naglić                                                                   | Basquetebol: Masculino                | Prata         |
| Barcelona 1992 | Goran Ivanišević | Tênis: Simples masculino              | Bronze        |
| Barcelona 1992 | Goran Ivanišević e Goran Prpić | Tênis: Duplas masculinas              | Bronze        |
| Atlanta 1996   | Patrik Ćavar, Slavko Goluža, Božidar Jović, Nenad Kljaić, Venio Losert, Valter Matošević, Alvaro Načinović, Goran Perkovac, Iztok Puc, Zlatko Saračević, Irfan Smajlagić, Bruno Gudelj, Zoran Mikulić, Vladimir Jelčić, Valner Franković e Vladimir Šuster | Handebol: Masculino                   | Ouro          |
| Atlanta 1996   | Maro Balić, Damir Glavan, Igor Hinić, Vjekoslav Kobešćak, Joško Kreković, Ognjen Kržić, Siniša Školneković, Ratko Štritof, Tino Vegar, Renato Vrbičić, Zdeslav Vrdoljak, Perica Bukić e Dubravko Šimenc                                                    | Pólo aquático: Masculino              | Prata         |
| Sydney 2000    | Nikolaj Pešalov | Halterofilismo: até 52kg masculino    | Ouro          |
| Sydney 2000    | Igor Francetić, Tihomir Franković, Tomislav Smoljanović, Nikša Skelin, Siniša Skelin, Krešimir Čuljak, Igor Boraska, Branimir Vujević, Silvijo Petriško | Remo: oito com masculino              | Bronze        |
| Atenas 2004    | Venio Losert, Vlado Šola, Valter Matošević, Nikša Kaleb, Ivano Balić, Blaženko Lacković, Vedran Zrnić, Igor Vori, Davor Dominiković, Mirza Džomba, Drago Vuković, Slavko Goluža, Goran Šprem, Denis Špoljarić, Petar Metličić                              | Handebol: Masculino                   | Ouro          |
| Atenas 2004    | Nikša Skelin e Siniša Skelin | Remo: Dois sem feminino               | Prata         |
| Atenas 2004    | Duje Draganja | Natação: 50m livre masculino          | Prata         |
| Atenas 2004    | Mario Ančić e Ivan Ljubičić | Tênis: Duplas masculinas              | Bronze        |
| Atenas 2004    | Nikolaj Pešalov | Halterofilismo: Até 69kg masculino    | Bronze        |
| Pequim 2008    | Filip Ude | Ginástica: cavalo com alças masculino | Prata         |
| Pequim 2008    | Blanka Vlašić | Atletismo: salto em altura feminino   | Prata         |
| Pequim 2008    | Snježana Pejčić | Tiro: pistola de ar 10m feminino      | Bronze        |
| Pequim 2008    | Martina Zubčić | Taekwondo: até 57kg feminino          | Bronze        |
| Pequim 2008    | Sandra Šarić | Taekwondo: até 67kg feminino          | Bronze        |

### Jogos de Inverno
| Edição              |   |   |   |    |
| ------------------- | - | - | - | -- |
| Albertville 1992    | 0 | 0 | 0 | 0  |
| Lillehammer 1994    | 0 | 0 | 0 | 0  |
| Nagano 1998         | 0 | 0 | 0 | 0  |
| Salt Lake City 2002 | 3 | 1 | 0 | 4  |
| Turim 2006          | 1 | 2 | 0 | 3  |
| Vancouver 2010      | 0 | 2 | 1 | 3  |
|                     | 4 | 5 | 1 | 10 |

| Edição              | Atleta          | Prova                                 | Classificação |
| ------------------- | --------------- | ------------------------------------- | ------------- |
| Salt Lake City 2002 | Janica Kostelić | Esqui alpino: combinado feminino      | Ouro          |
| Salt Lake City 2002 | Janica Kostelić | Esqui alpino: slalom gigante feminino | Ouro          |
| Salt Lake City 2002 | Janica Kostelić | Esqui alpino: slalom feminino         | Ouro          |
| Salt Lake City 2002 | Janica Kostelić | Esqui alpino: super-G feminino        | Prata         |
| Turim 2006          | Janica Kostelić | Esqui alpino: combinado feminino      | Ouro          |
| Turim 2006          | Janica Kostelić | Esqui alpino: super-G feminino        | Prata         |
| Turim 2006          | Ivica Kostelić  | Esqui alpino: combinado masculino     | Prata         |
| Vancouver 2010      | Ivica Kostelić  | Esqui alpino: combinado masculino     | Prata         |
| Vancouver 2010      | Ivica Kostelić  | Esqui alpino: slalom masculino        | Prata         |
| Vancouver 2010      | Jakov Fak       | Biatlo: 10 km masculino               | Bronze        |